# 至福の教え教会
至福の教え教会（しふくのおしえきょうかい、英語: Church of the Beatitudes）は、イスラエルのガリラヤ湖北西岸のカファルナウム近くにあるカトリック教会である。同教会が建つ地は、イエス・キリストが「至福の教え」を行なったと伝えられる地で、「山上の垂訓」が「至福の教え」も含むので、日本の旅行ガイドブックでは「山上の垂訓教会」と呼ばれている。

## 概要
イエス・キリストが紀元後1世紀前半に「至福の教え」（マタイによる福音書5章3節から10節まで）を含む「山上の垂訓」を行った場所は、イスラエルのどこであったかはっきりしない。イエスがその宣教初期に活躍したガリラヤ湖の北西岸にはいくつかの小高い山があり、そのひとつが伝統的に「至福の教えの山」（Mount of the Beatitudes）と呼ばれ、そこに「ベアティテューズの教会」（Church of the Beatitudes）が建てられている。もともとラテン語起源の「ベアティテューズ」の日本語訳が各宗派、時代によって「八福の教え」、「真福八端」、「真福九端」などいろいろあるために、日本の旅行ガイドブックのみ、この教会は「山上の垂訓教会」と呼ばれている。 

## 歴史
ビザンツ帝国時代4世紀にこの地に、イエスが「至福の教え」を語った地とされていた記録がある。当時そこを巡礼したエゲリア（Egeria）がその巡礼記に「パンと魚の奇跡の教会のそばにベアティテュードが語られた丘に洞窟がある」書いている。
現在の教会はこのビザンツ帝国時代の遺跡の地に、1936年～1938年に平面図が八角形の近代的な教会堂が建てられた。祭壇の前には、八つの祝福を意味するモザイクが床に埋め込まれている。 

## 建築
デザインは他にも様々な教会をデザインしたイタリア人のアントニオ・バルルッツィ（Antonio Barluzzi）による。 

## 参照項目
- パンと魚の奇跡の教会
- 至福の教え

## 写真集

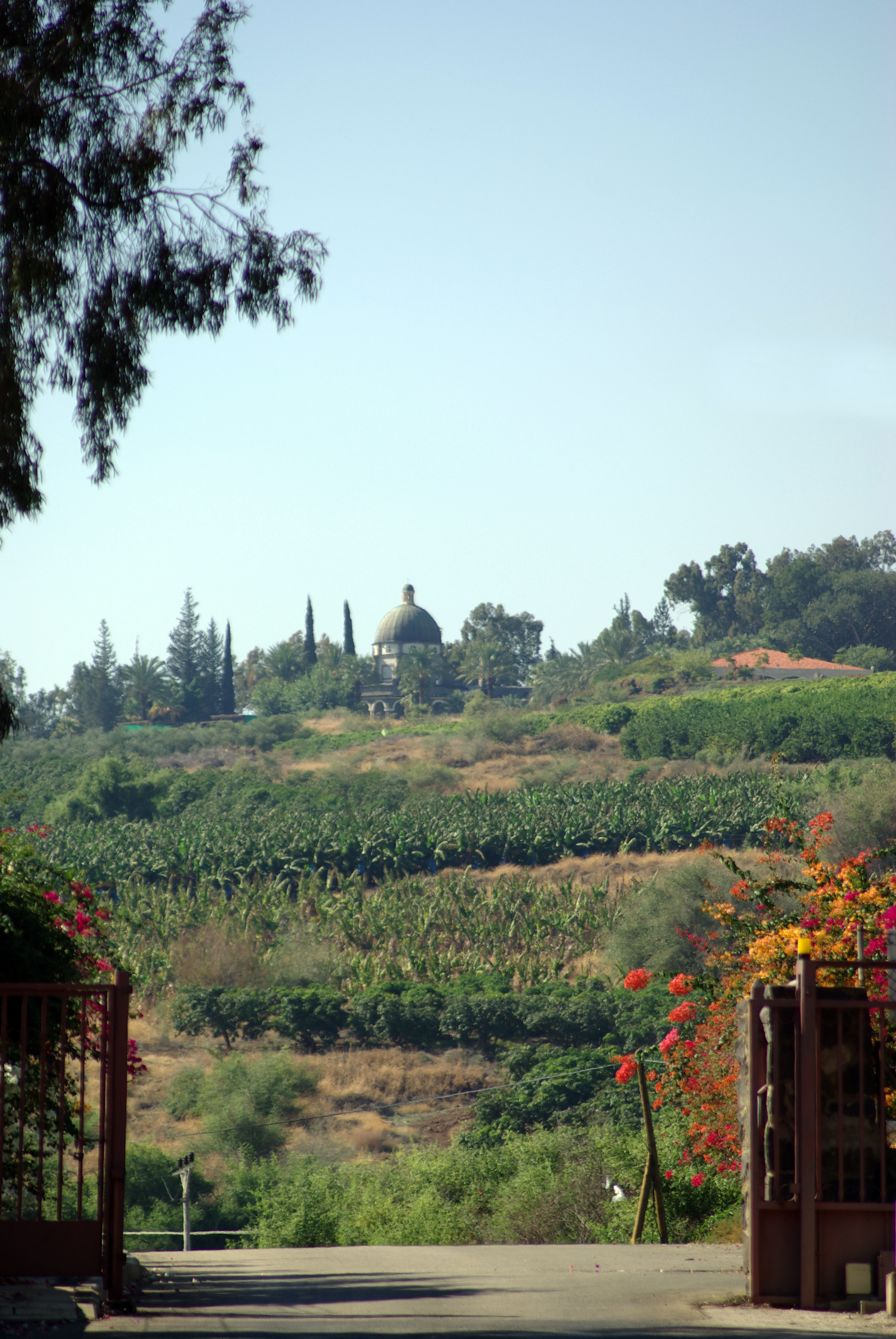
カファルナウムから丘の上の教会を望む
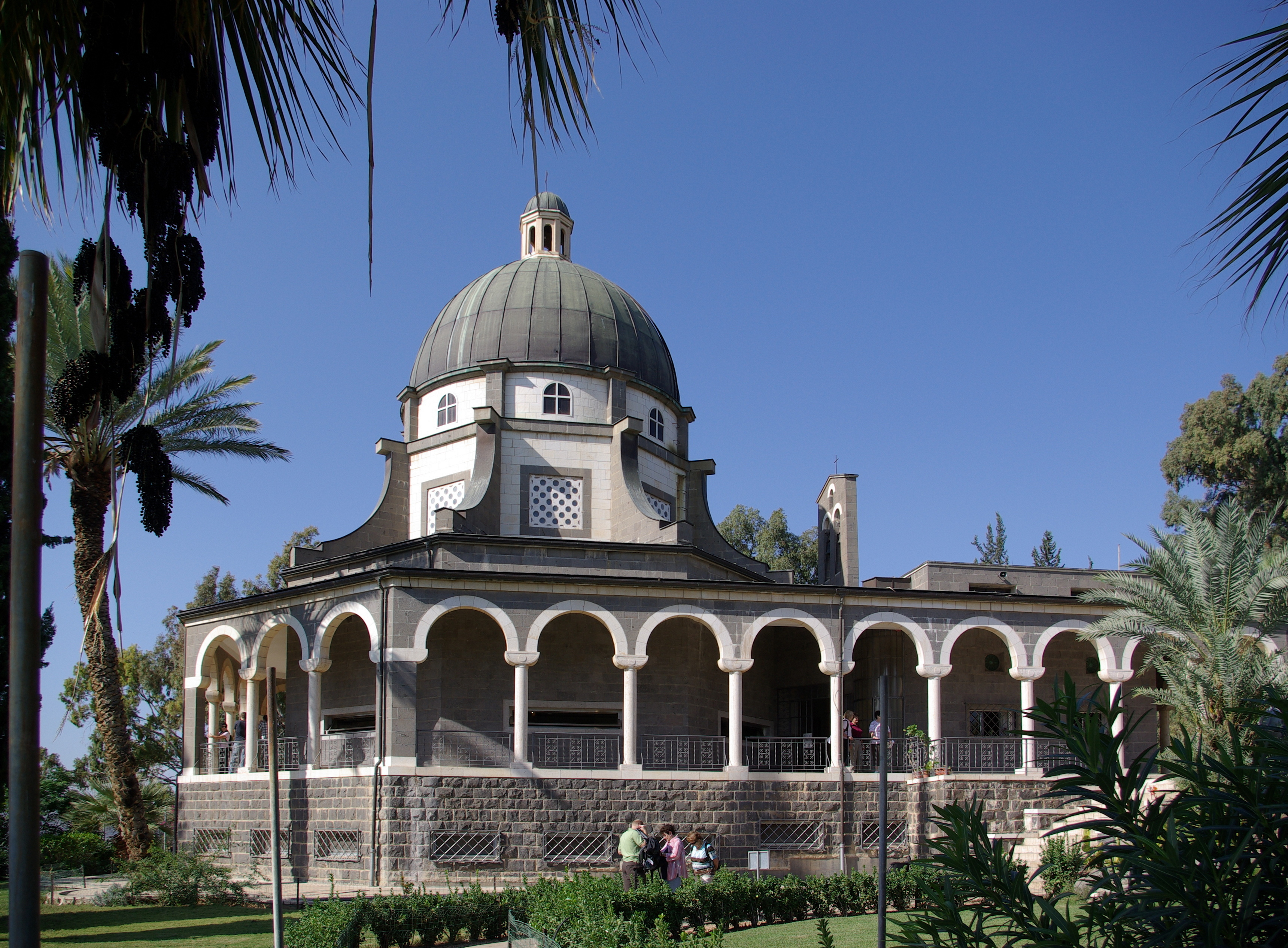
教会の側面
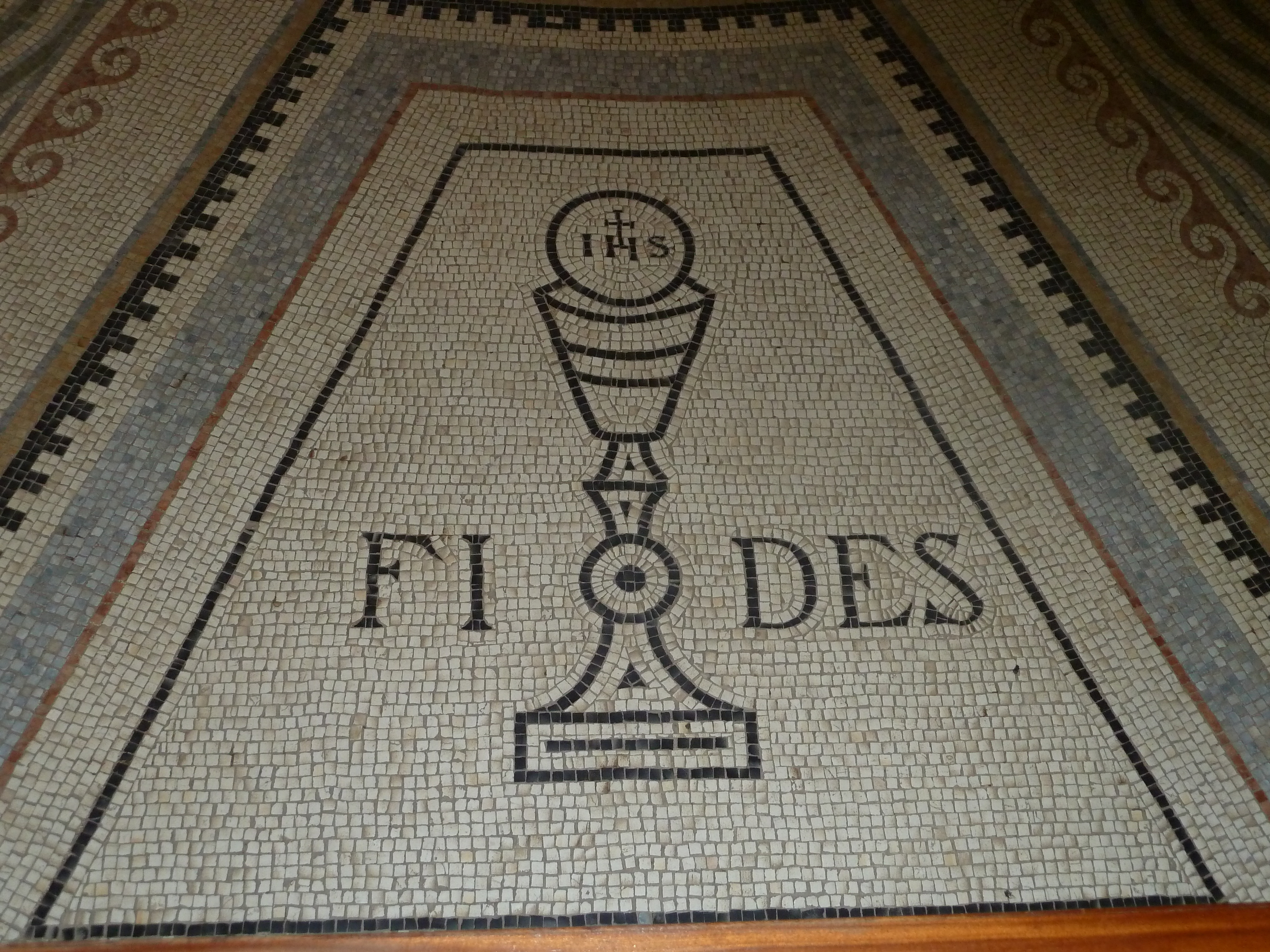
教会内のモザイク:八つの祝福の内の床上の「信仰」をチャリスと聖体で表現
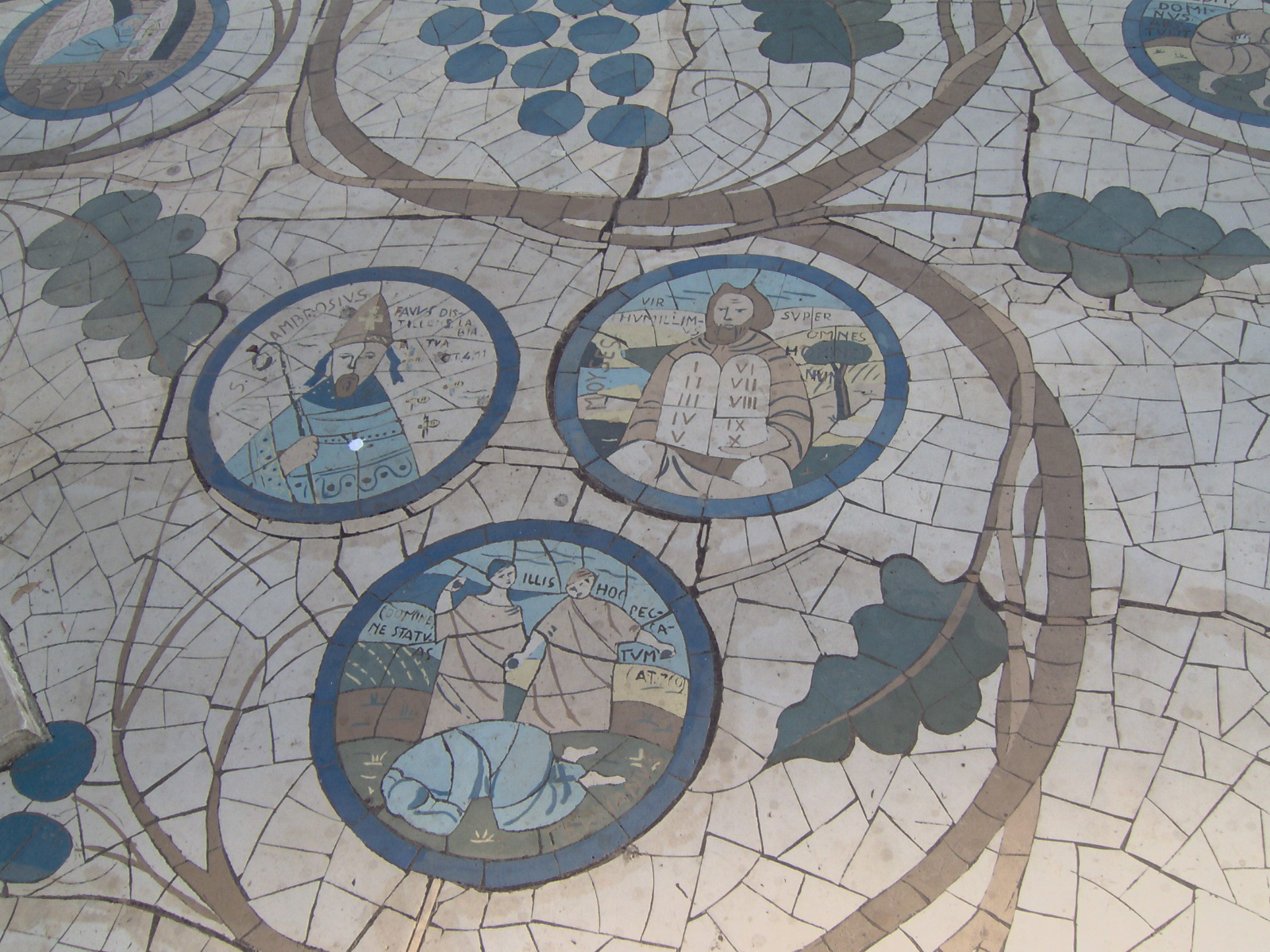
教会内の床上のモザイク:モーゼ、石打ちされるステファノ、アンブロジウス
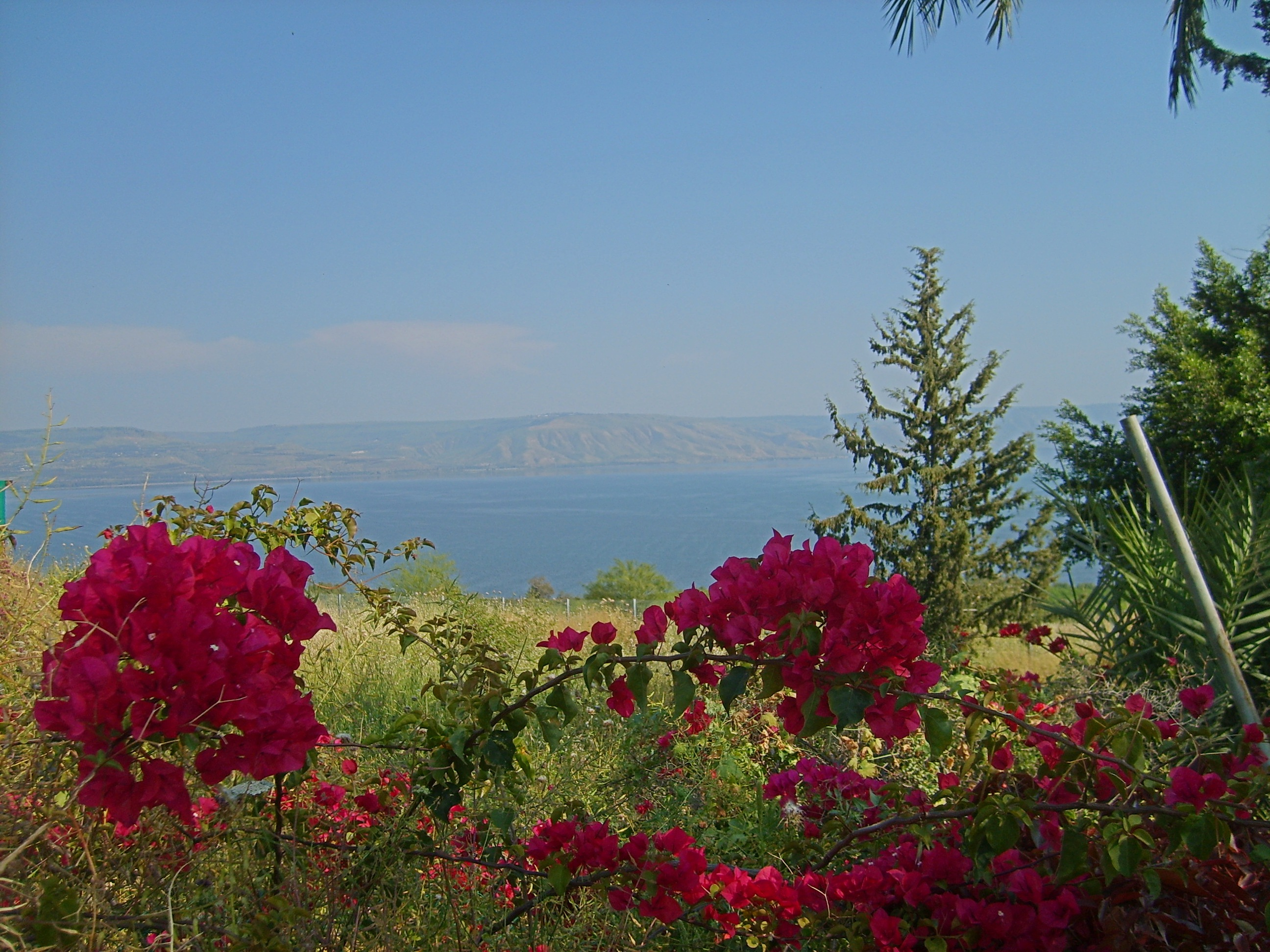
教会からガリラヤ湖を見下ろす